# هاکان بویاو
هاکان بویاو (انگلیسی: Hakan Boyav; ۱۰ ژانویهٔ ۱۹۶۴) بازیگر اهل ترکیه بود. وی از سال ۱۹۸۸ میلادی تاکنون مشغول فعالیت بوده‌است.